# Katherine Megan McArthur
Katherine Megan McArthur dr. (Honolulu, Hawaii, 1971. augusztus 30. –) amerikai óceánkutató, űrhajósnő. Robert Louis Behnken űrhajós a férje.

## Életpálya
1993-ban az UCLA keretében szerzett mérnöki diplomát. A Scripps Oceanográfiai Intézet munkatársaként végzett víz alatti kutatásokat (a hang akusztikus terjedése, digitális jelfeldolgozás, technikai eszközök tesztelése, víz alatti talajvizsgálatok). 2002-ben az UC San Diego keretében óceánismeretekből doktorált.
2000. július 26-tól a Lyndon B. Johnson Űrközpontban részesült űrhajóskiképzésben. Kiképzett űrhajósként tagja volt az  STS–116 és STS–117 támogató (tanácsadó, problémamegoldó) csapatának. Kiképzést kapott a Canadarm (RMS) manipulátor kar kezeléséből. Egy űrszolgálata alatt összesen 12 napot, 21 órát és 38 percet (309 óra) töltött a világűrben.

## Űrrepülések
STS–125, az Atlantis űrrepülőgép 30. repülésének küldetés specialistája. Az űrhajósok az ötödik nagyjavítást végezték a Hubble űrtávcsövön (HST). Egy IMAX kamerával felvették a javítás minden  pillanatát. 2014-ig nem kell javító munkálatokat végezni.  Legfőbb feladata a manipulátor kar alkalmazása a nagyjavítás során. Első űrszolgálata alatt összesen 12 napot, 21 órát és 38 percet (309 óra) töltött a világűrben.8 500 000 kilométert (5 300 000 mérföldet) repült, 197 alkalommal kerülte meg a Földet.